# 殷松龄
殷松龄（1936年—2022年），山西太原人，中华人民共和国政治人物、外交官。

## 生平
1954年至1958年，在北京俄语学院（现北京外国语大学）。1958年，进入中华人民共和国外交部工作，曾任外交部翻泽室副处长。1980年至1984年任中国驻苏联大使馆一秘、领事部主任。1985年至1988年，任外交部机关党委宣传处处长。1988年，起历任中国驻伊朗大使馆参赞、外交部欧亚司参赞、驻塔吉克斯坦大使馆参赞。1996年至1998年，任中国驻土库曼斯坦大使。